# Соль (Закарпатская область)
Соль (укр. Сіль, венг. Sóslak) — село в Костринской сельской общине Ужгородского района Закарпатской области Украины.
Железнодорожная станция Соль. По селу протекает река Уж. Поблизости расположен горнолыжный курорт Красия.

## История
Село основано в начале XVII в. и упоминается в письменных источниках под названием Соляное Поле. В 1866 на окраине сел Соль и Княгиня упал крупнейший в Европе метеорит, остатки которого находятся в экспозиции областного краеведческого музея, а также в музеях Вены и Москвы.
Информация о первой деревянной церкви Успения Пресвятой Богородицы упоминается в источниках в 1479 г. Но церковь сгорела, и в 1707 г. в село из с. Сянки перевезли трехъярусную деревянную церковь бойковского стиля (1703 год). Церковь освящена в честь Святого Василия. При установке на новом месте храм несколько изменил свой внешний вид и стал таким, каким сохранился до сегодняшнего дня: интересная смесь закарпатской сакральной архитектуры и бойковских традиций.